# 州辖市 (乌克兰)

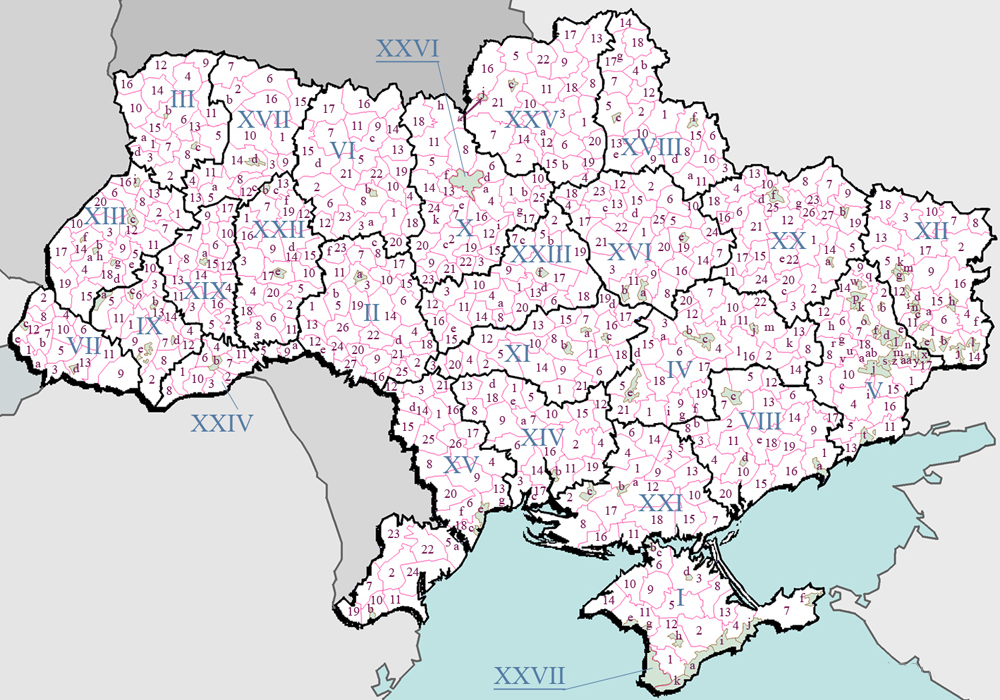
乌克兰二级行政区简图，灰底色为州辖市

州辖市（羅馬化：Misto oblasnoho znachennia，直译：「「州内重要城市」」）曾是乌克兰二级行政区划类型之一，於2020年行政區改革後取消。典型的州辖市辖区包括市区及该市周边地区。在克里米亚自治共和国境内则称为共和国直辖市。2012年，乌克兰全国共有178个州辖市（包括克里米亚境内的共和国直辖市）。